# 天宫影院

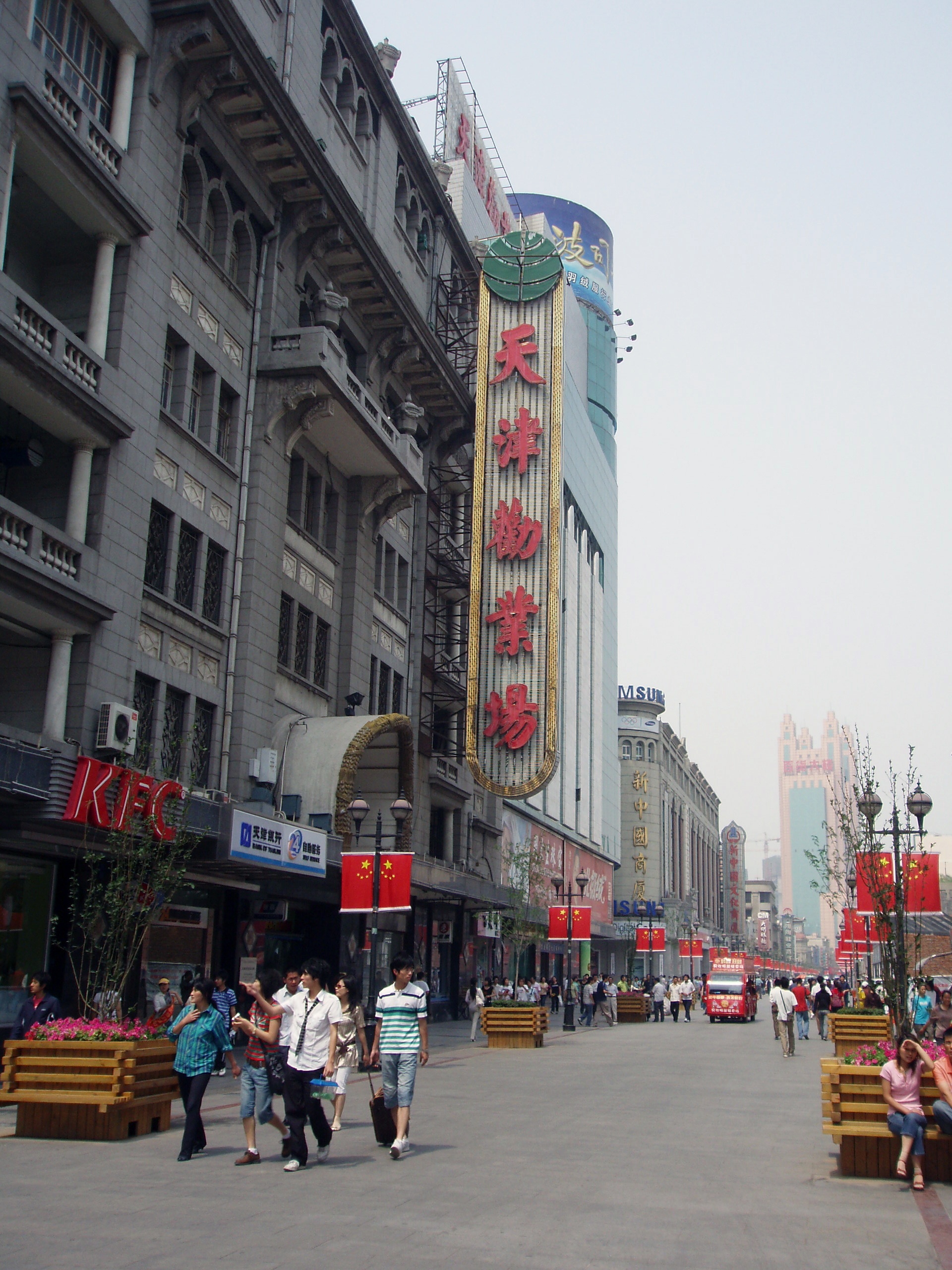
原天宫影院坐落的天津劝业场

天宫影院坐落在坐落于天津市原天津法租界杜总领事路（今和平区和平路）与福煦将军路（今和平区滨江道）十字路口的天津劝业场四楼，是天津市最早的商场影院。1928年12月16日天宫影院开映，为劝业商场“八大天”之一，以放映西方电影为主，当时由曹华圃任经理。1945年后，大光明影院经办人塔拉梯因欠款将大光明影院交给高渤海经营，高渤海便成立渤海电影公司，当时的天宫影院隶属于渤海电影公司。1952年，天宫影院随天津劝业场收归中华人民共和国国有，继续放映电影。

## 相关链接
- 八大天
- 天津劝业场